# Gagrella arthrocentra
Gagrella arthrocentra is een hooiwagen uit de familie Sclerosomatidae.